# او-۷۹ (کریگس‌مارینه)
او-۷۹ (به آلمانی: U-79) یک او-بوت آلمانی از نوع ۷سی بود که در جریان جنگ جهانی دوم در کریگس‌مارینه خدمت کرد.

## تاریخچه عملیاتی

### گشت دوم
او-۷۹ به فرماندهی ناوسروان وولفگانگ کاوفمان عصر روز ۲۵ ژوئیه سال ۱۹۴۱ به همراه ۱۰ او-بوت دیگر از جمله دو زیردریایی ایتالیایی، راهی گشت دوم خود شد. با شناسایی کاروان او جی ۶۹ توسط او-۶۸ در شمال غربی دماغه فینیستر و دریافت پیام، او-۷۹ راهی موقعیت گردید. این او-۷۹ نخستین او-بوتی بود که کاروان مذکور را مورد حمل قرار داد. با نزدیک شدن او-بوت به کاروان لایه حفاظتی آن غیرقابل نفوذ برآورد شد؛ از این روز ۴ اژدر پیشین به صورت اتفاقی به طرف آن شلیک گردید. او-۷۹ با چرخش اژدر پنجم را نیز از پشت خود به سمت دشمن رها کرد. یکی از اژدرها به کشتی فله‌بر بریتاینایی کلوین اصابت نمود و به سرعت موجب غرق شدن و مرگ ۱۴ تن از ۲۳ سرنشین آن گردید. با این وجود کاوفمان مدعی کردن ۳ شناور شد. در عرض چند دقیقه یک ناوچه دشمن رو به او-۷۹ آورد و قصد کوبیدن خود به آن را داشت که او-بوت به عمق دریا گریخت.

### گشت چهارم
در پی صدور فرمان پیشوا در روز ۱۷ سپتامبر سال ۱۹۴۱ مبنی بر اعزام او-بوت‌های کریگس‌مارینه به مدیترانه در جهت پشتیبانی از نیروهای ورماخت در شمال آفریقا و حمله به کشتیرانی تدارکاتی بریتانیا، او-۷۹ وارد این دریا شد. این او-بوت اندکی پیش از نیمه شب ۱۸ اکتبر به کاروان کوچکی از یک یدک‌کش و سه دوبه بریتانیایی حمله برد. تمامی چهار اژدر پیشین او-بوت به طرف این کاروان متراکم شلیک و یک انفجار بزرگ در پی آن مشاهده شد. او-۷۹ حدود ساعت ۳:۳۰ بامداد ۲۱ اکتبر به یک یگان دریایی کوچک بریتانیایی که در حال تأمین آتش پشتیبانی برای مدافعان طبرق بود، حمله کرد. اچ‌ام‌اس گنات، قایق اژدرافکن بریتانیایی در نزدیکی بردیه مورد اصابت قرار گرفت و به شدت آسیب دید. در پی اتمام ذخیره اژدرها، او-۷۹ روز ۲۳ اکتبر در پایگاه دریایی آلمان در جزیره سالامیس در یونان پهلو گرفت.

### گشت ششم
او-۷۹ روز ۲۱ دسامبر سال ۱۹۴۱ برای گشت رزمی ششم خود از سالامیس راهی آب‌های شمال آفریقا گردید. هنگامی که او-بوت به نزدیکی ساحل لیبی رسید کاروان تی‌اِی ۵ بریتاینایی را مشاهده کرد.

## سرنوشت
با تلاش او-۷۹ برای حمله به کاروان، او-بوت مورد شناسایی هاستی و هاتسپر، ناوشکن‌های بریتانیایی قرار گرفت. پرتاب و انفجار خرج‌های عمقی از طرف این شناورها او-۷۹ را وادار به آمدن به سطح کرد. در مواجهه با وضعیتی بدون امید، او-بوت به دستور فرمانده به دست خود خدمه غرق شد. تمامی سرنشینان توسط هاتسپر از آب گرفته شدند و به اسارت درآمدند.

## شناورهای غرق‌شده و آسیب‌دیده
| تاریخ         | نام         | تناژ | کشور     | سرنوشت          |
| ------------- | ----------- | ---- | -------- | --------------- |
| ۱۰ اکتبر ۱۹۴۱ | اچ‌ام‌اس گنات | ۶۲۵  | بریتانیا | به شدت آسیب‌دیده |